# آدامز، ایلوکوس شمالی
آدامز (به لاتین: Adams, Ilocos Norte) یک سکونتگاه مسکونی در فیلیپین است که در ایلوکوس شمالی واقع شده‌است.

## خصوصیات
آدامز ۱۵۹٫۳۱ کیلومترمربع مساحت و ۱٬۷۸۵ نفر جمعیت دارد.